# Žalost
Žalost je složeni odgovor na gubitak, osobito na gubitak nekoga ili nečega što je bilo objekt vezanja. Iako je dogovorno usmjerena na emocionalni odgovor na gubitak, ona također ima fizičke, socijalne i filozofske dimenzije. Iako su tugovanje i tuga različiti pojmovi, često se koriste naizmjenično. Tugovanje se odnosi na stanje gubitka, a tuga je reakcija na gubitak.

## Reakcije
Plakanje je normalan i prirodan dio tugovanja. Također je utvrđeno da plač i govor o gubitku nisu jedini zdravi odgovori, a ako su prisilni ili prekomjerni, mogu biti štetni. Neke reakcije kod pogođene osobe, koje istraživač George Bonanno naziva "loše suočavanje ", mogu se činiti neočekivanim ili čak izgledati disfunkcionalno, kao što su slavljenički odgovor, smijeh, samopristranost u tumačenju događaja. Nedostatak plača je i prirodna, zdrava reakcija, potencijalno štiti pojedinca, a može se promatrati kao znak otpornosti. Znanstveno je utvrđeno da neki zdravi ljudi koji tuguju spontano ne razgovaraju o gubitku. Pritisak na ljude da plaču ili prepričavaju iskustvo gubitka može biti štetan. Pravi smijeh je zdrav.

## Što je žalost?
Žalost je prirodna reakcija na gubitak. To je emocionalna patnja, osjećaj kad je nešto ili netko koga pojedinac voli oduzet. Žalost je također reakcija na gubitak. Bol povezana sa smrću je poznata većini ljudi, ali pojedinačno žalovanje može biti povezano s različitim gubitcima tijekom života. Kod razumijevanja različitih vrsta gubitaka možemo govoriti o dvije različite kategorije: fizičkom ili simboličkom gubitku. Tjelesni gubitak lakše je prepoznati jer to znači da je nešto opipljivo, što pojedinac može fizički dotaknuti, izgubljeno, kao naprimjer smrt supružnika. Ostali su gubitci apstraktni i neopipljivi, oni su aspekti socijalnih interakcija pojedinca.
Drugi primjeri gubitaka:
- prekid veze,[1]
- gubitak zdravlja,
- gubitak posla,
- gubitak financijske stabilnosti,
- traumatska iskustva,
- razvod,
- premještaj,
- gubitak ljubimca.

## Proces tugovanja
Prvo treba napomenuti da je svaki korak procesa prirodan, osim kada se osoba zadrži na jednom koraku duže vremena. Tada tugovanje može biti nezdravo, destruktivno pa čak i opasno. Sam prolazak kroz proces tugovanja nije za svakoga jednak, ali svi imaju isti cilj tugovanja, a to je prihvaćanje gubitka i kretanje dalje. Ovaj je proces različit za svakoga, ali se može razmatrati kroz četiri koraka. 
Kübler-Ross model, poznat kao pet faza žaljenja, teorija je koju je prvi put predstavila Elisabeth Kübler-Ross u svojoj knjizi iz 1969., O smrti i umiranju. Na temelju nepriznatog ranijeg rada Johna Bowlbyja i Colina Murray-Parkesa, Kübler-Ross je zapravo primijenila faze na osobe koje su umirale, a ne na osobe koje su tugovale. Njezina studija uključivala je rad s neizlječivim bolesnima. Popularni, ali empirijski nepodržani model opisuje u pet različitih faza kako se ljudi nose sa svojom nadolazećom smrću.

### Šok i poricanje
Šok je početna reakcija na gubitak. To je osobna emocionalna zaštita da se s gubitkom ne suočimo prerano. Osoba može ne prihvaćati ili ne vjerovati ono što njegov um zna da je istina. Ova faza normalno traje dva do tri mjeseca.

### Intenzivna zabrinutost
Intenzivna zabrinutost često se očituje kroz nemogućnost razmišljanja ili rada: čak i u običnim dnevnim poslovima misli su usmjerene na gubitak. Razgovor s nekim u ovom stadiju uvijek se svede na razgovor o gubitku. Taj period može trajati šest mjeseci do jedne godine.

### Očaj i depresija
Očaj i depresija dugi su stadij procesa tugovanja, najbolniji i najdugotrajniji za osobu koja je pretrpjela gubitak. Međutim, u ovome stadiju osoba se postupno miri sa stvarnošću gubitka. Ovaj stadij uključuje širok spektar misli, osjećaja i ponašanja. Mnoga ponašanja mogu biti iracionalna. Depresija može uključivati osjećaje ljutnje, krivnje, tuge i tjeskobe.

### Oporavak
Cilj tugovanja nije gubitak svih boli i sjećanja na gubitak. U ovoj fazi osoba pokazuje nove interese za dnevne aktivnosti i počinje normalno funkcionirati u dnevnim poslovima. Cilj je organiziranje života tako da gubitak bude samo jedan značajan dio, ali ne njegov centar. (10)(11)

## Pet tipova tugovatelja
- Nomad: još nije riješio svoju tugu i izgleda da niti ne razumije da je gubitak utjecao na njegov život.
- Sijećaoc: Identitet je posvećen čuvanju sjećanja na voljene koje su izgubili.
- Realist: Identitet je posvećen ponovnom stvaranju osjećaja za obitelj i zajednicu.
- Aktivist: Identitet je fokusiran na pomaganje ljudima koji se suočavaju s istim uzrokom smrti njihovih voljenih.
- Tražitelj: Ovaj identitet će stvoriti vjerska, filozofska ili duhovna vjerovanja da bi dao smisao svom životu.(12)

## Znanost o tugovanju

### Bonnanove četiri putanje tugovanja
George Bonnano, profesor Kliničke psihologije na Sveučilištu Kolumbija, dva je desetljeća vršio znanstvena istraživanja vezana za tugovanje i traume te ih objavio u nekoliko članaka u prestižnim časopisima na polju psihologije, kao što su Psychological Science te The Journal of Abnormal Psychology. Teme njegovih istraživanja broje se u tisućama te uključuju ljude koji su pretrpjeli gubitke u SAD i međukulturološke sudije u različitim zemljama svijeta, kao što su Izrael, BIH i Kina. Njegovi ispitanici su pretrpjeli gubitke u ratu, terorizmu, smrti djeteta, preuranjenu smrt bračnog druga, seksualno zlostavljanje, dijagnosticiran AIDS u djetinjstvu te ostale razarajuće gubitke i događaje koji uzrokuju traumu. U Bonnanovoj knjizi The Other Side of Sadness: What The New Science of Bereavement Tells Us About Life After a Loss on sažima svoja istraživanja. Njegovi pronalasci uključuju i to da je prirodno odbijanje glavna komponenta tugovanja i reakcije na traumu. (1) Prvi istražitelj koji je upotrijebio podatke prije gubitka. On je naglasio četiri putanje tugovanja. Bonnanov rad je također pokazao da je odsutstvo tugovanja i simptoma traume zdrav ishod, a ne nešto čega se trebamo bojati, što je bila praksa do njegovog istraživanja. (3) Budući da reakcije na tugu mogu imati mnogo oblika, uključujući smijeh, slavlje i nepristojnost zajedno s tugom, (4) (13) Bonnano je stvorio frazu loše suočavanje da bi opisao ideju da se neki oblici suočavanja mogu činiti protuučinkoviti. (3) Bonnano je ustvrdio da je prilagođavanje prirodno ljudima, ocjenjujući da ono ne bi bilo uopće teško provedivo kroz specijalizirane programe, ali da nedostaju istraživanja s kojima će se oblikovati trening za prilagođavanje niti postoje istraživanja koja bi bila podržana tako velikim investicijama kao što su vojni programi prilagođavanja. (3)

#### Četiri putanje su:
- Prilagođavanje - Sposobnost odraslih u inače normalnim okolnostima koji su izloženi izoliranom i potencijalno detruktivnim događajima kao što je smrt nekoga bliskog ili nasilna i životno prijeteća situacija, da bi zadržali relativno stabilan i zdrav nivo psihološkog i fizičkog funkcioniranja kao i kapacitet za generiranje iskustava kao pozitivnih osjećaja.
- Oporavak - Kada se normalno funkcioniranje privremeno zamijeni s potisnutom psihopatologijom (npr. simptomi depresije i PTSP-a) obično u periodu od najmanje nekoliko mjeseci i zatim se postupno vraćaju na nivo prije događaja.
- Konačna disfunkcija - Produženo tugovanje i nemogućnost funkcioniranja koja obično traje nekoliko godina ili duže.
- Odgođeno tugovanje ili trauma - Kada se prilagodba čini normalna, zatim se rastresenost ili simptomi pojačavaju u kasnijim mjesecima. Istraživači nisu pronašli dokaz odgođene tuge, ali odgođena trauma se čini kao izolirani fenomen.== Teorija pet stupnjeva ==

Model "Kübler-Ross", obično znan kao model tugovanja od pet stupnjeva prvi put je upotrebila Elisabeth Kübler-Ross u svojoj knjizi 1969. godine, On Death and Dying. Popularna ali ne u potpunosti testirana teorija opisuje u pet različitih stadija kako se ljudi nose s tugom i tragedijom. Takvi događaji mogu uključivati dijagnoze sa smrtonosnim bolestima i pretrpljene katastrofalne gubitke.
Pet stupnjeva su: poricanje, ljutnja, tugovanje, depresija i prihvaćanje. Teorija uključuje da su stadiji dio okvira koji pomaže osobi da se nauči nositi sa svojim gubitkom. Obični ljudi i terapeuti smatraju te stadije alatom za pomaganje u prepoznavanju što osoba koja je pretrpjela gubitak osjeća. Teorija drži da stupnjevi nisu stanice na vremenskom putu tugovanja. Teorija također ističe da ne prođu svi kroz svaki stadij, kao ni u predviđenom redoslijedu. Uz teoriju pet stadija Kübler-Rossova ima i zaslugu osvještavanja potrebe boljeg odnosa prema ljudima koji su suočeni s fatalnim bolestima. Model stadija koji se pojavio 60-ih je baziran na promatranju ljudi koji umiru, a ne ljudi koji su doživjeli gubitak voljene osobe. Ovaj model nalazi manju empirijsku potporu u istraživanju Maciejewski at All. Istraživanje Georga Bonnana međutim je priznato te nedvojbeno umanjuje ugled pet stupnjeva tugovanja jer velik broj njegovih kolega i njihovih istraživanja pokazuju da većina ljudi koja su pretrpjela gubitak ne tuguju već se prilagode. Logika je da ako nema ni tuge nema ni stupnjeva kroz koje se mora proći.

### Psihološki i neurološki proces
Studije MRI snimki žena čija je tuga izvana smrću majke ili sestre su pokazale da je tuga proizvela lokalni upalni odgovor mjeren koncentracijom proupalnih citokina u slini. Ti odgovori su povezani s aktivacijom u prednjoj cingularnoj vijuzi i orbitofronalnom korteksu. Aktivacija je bila potaknuta i na riječima stimulirano žalovanje. To govori da tuga može izazvati stres i to da je to reakcija povezana s emocijonalnim procesima frontalnog režnja. (18) Aktivacija prednjeg cingularnog korteksa i nervusa vagusa je slična i u iskustvima "srcolomstva" uzrokovanog socijalnim odbijanjem ili žalovanjem. Među osobama koje su tugovale posljednja tri mjeseca od davanja izvještaja, oni koji su prijavili misli o preminulima pokazuju hiperaktivnost ventralne i rostralne amigdale i prednjeg angularnog korteksa na sjećanje na njihov gubitak. U slučaju amigdale to je povezano s intenzitetom tuge. U onih pojedinaca koji izbjegavaju takve misli postoji suprotan tip ponavljanja u kojima postoji povećana aktivnost dorzalne amigdale i dorzolateralnog prefrontalnog korteksa. Kod onih koji nisu bili dirnuti riječima koje su i trebale posijetiti na gubitak, studije MRI snimki su korištene kao zaključak da postoji velika povezanost između dorzolateralnog korteksa i amigdale, navodeći da jedna regulira aktivnost druge. U ljudi koji su pokazivali veći stupanj tuge postojala je veća povezanost između rostralnog prednjeg cingularnog korteksa i aktivnost amigdale navodeći manjak regulacije prvog na drugi. (19)

## Rizici
Tugovanje, iako normalan dio života, nosi sa sobom stupanj rizika ako je naglašeno. Teške reakcije pogađaju približno 10%-15% ljudi. (1) Ozbiljne reakcije većinom se javljaju kod ljudi s depresijom prisutnom prije gubitka. (1) Ozbiljne reakcije tugovanja mogu se uplesti u obiteljske odnose. Neki su istraživatelji uvidjeli povećan rizik za razvoj nakon gubitka djeteta, ostali nisu pronašli to povećanje. Mnoga istraživanja su gledala odnos tuge i povećanog rizika za oboljevanje od bolesti povezanih sa stresom. Collin Murray Parkes 1960-tih i 1970-tih je u Engleskoj zabilježio povećan stupanj posjeta doktoru sa simtomima abdominalne boli i teškoća disanja u prvi šest mijeseci od smrti drage osobe. Drugi su primijetili povećanu stopu mortaliteta (Ward, A. W. 1970.) i Bunc at al. su pronašli pet puta veći rizik od suicida nakon smrti roditelja.

## Komplicirano tugovanje
Poremećaj produljenog tugovanja (PDT), prije znano kao komplicirano tugovanje, patološka reakcija na gubitak koja predstavlja skup empirijski podijeljenih simptoma koji su povezani s dugoročnom psihičkom i psihosocijalnom disfunkcijom. Osobe s PDT-om imaju ozbiljne simptome tugovanja najmanje šest mjeseci te su zaglavljeni u neprikladnom stanju. Pokušava se stvoriti dijagnoza za kategoriju kompliciranog tugovanja DSM-V. (22) Kritičari uključivanja dijagnoze kompliciranog tugovanja u DSM-V kažu da će taj postupak okarakterizirati prirodno tugovanje kao nešto patološko te će rezultirati velikom prodajom lijekova onima koji su normalni. Pristaše i kolege su pronašle učinkovit tretman za komplicirano tugovanje tretirajući reakcije na isti način kao i reakcije traume. (23) (24) Komplicirano tugovanje nije sinonim za tugovanje. Komplicirano tugovanje je karakterizirano produljenim procesom žalovanja te ostalim kriterijima vezanih za mentalne i psihičke bolove. Važan dio razumijevanja simptoma kompliciranog tugovanja je razlikovanje od simptoma normalnog tugovanja. Mayo Clinic tvrdi da su kod normalne tuge osjećaji gubitka očiti. Kada se reakcija pretvori u komplicirano tugovanje osjećaji gubitka postaju unutarnji te se nastavljaju kroz vrijeme. Znakovi i simptomi karakteristični za komplicirano tugovanje su navedeni kao ekstremno naglašavanje gubitka i podsjećanje na voljene. Intenzivna čežnja za preminulim, problem privaćanja smrti, otupljenost i odsutnost ogorčenosti zbog gubitka, nemogućnost uživanja u životu, depresija ili duboka tuga, problem izvršavanja normalnih dnevnih rutina, povlačenje iz društvenih aktivnosti, osjećaj da život nema smisao i svrhu, iritabilnost, uzrujanost i manjak povjerenja u druge. (26) Simptomi viđeni u kompliciranom tugovanju su specifični jer su kombinacija simptoma koju nalazimo u razvodima i traumatskom distresu. Također se smatraju kompliciranim jer za razliku od normalnog tugovanja ti simptomi se nastavljaju bez obzira na vremenski period koji je prošao i unatoč terapiji tricikličkim antidepresivima. (27) U istraživanju  ("Bereavement and Late-Life Depressione: Grief and its complications in the elderly") 5207 pacijenta, koji su imali simptome kompliciranog žalovanja su dobili dozu paroksetina koji je selektivni inhibitor ponovne pohrane serotonina i pokazali povećanje preko pedeset posto u svojim simtomima unutar tri mjeseca, na drugu stranu manjak odgovora na tricikličke antidepresive. Tim za kliničko mentalno istraživanje tvrdi da su simptomi kompliciranog tugovanja u starijih alternativa postraumatskom stresu, raku, hipertenziji, tjeskobi, depresiji, suicidalnom razmišljanju, povećanju pušenja i tegobama sa spavanjem oko šest mjeseci nakon smrti bračnog druga. Liječenje koje se uspostavilo učinkovitije u liječenju simptoma kompliciranog tugovanja je korištenje serotoninskih specifičnih inhibitora ponove pohrane, kao što je paroksetin. Ovi inhibitori smanjuju nametljive misli i izbjegavajuće ponašanje te preuzbuđenost koji su povezani s kompliciranim tugovanjem. Tehnike psihoterapije su u procesu razvoja.

## Primjeri žalovanja

### Smrt djeteta
Smrt djeteta može imati primjer u trudnoći kao što su pobačaji ili mrtvorođenče (28) ili neonatalna smrt i SIDS (sindrom iznenadne smrti novorođenčeta) ili iznenadna smrt starijeg djeteta. U većini slučajeva roditelji smatraju da je tuga gotovo nepodnošljivo razarajuća te vodi većem riziku od bilo kojeg drugog gubitka. Ovo je cjeloživotni proces: pojedinac ne preboli smrt već umjesto toga je mora prihvatiti i naučiti živjeti s njom. Intervencije i potpora utjehom su velika pomoć u preživljavanju roditelja u ovoj vrsti tugovanja ali su rizici veći i mogu uključivati raskol obitelji i/ili samoubojstvo. Osjećaji krivnje su opravdani ili su nepremostivi. Prirodni odnos ovisnosti roditelja u njihovom odnosu izlaže roditelje cijelom nizu problema dok se trude suočiti s velikim gubitkom. Roditelji koji dožive namjerni ili spontani (prirodni, nenamjerni) pobačaj djeteta (abortus) mogu iskusiti odbijanje prema drugima koji imaju iskustvo uspješne trudnoće. Zbog intenziteta osjećaja tugovanja donose često iracionalne odluke, npr. o samoubojstvu. Roditelji se danas moraju znati nositi s mogućnošću samoubojstva djeteta. Samoubojstvo je rastuća epidemija i u proteklih trideset godina radi se nacionalno istraživanje koje ima cilj obuhvatiti ovaj fenomen i prikupiti podatke tko je u rizičnoj skupini. Kada roditelj izgubi dijete radi samoubojstva to je strašno i iznenada, te utječe na sve koji su voljeli to dijete. Samoubojstvo ostavlja mnoga neodgovorena pitanja i većinu roditelja povrijeđenima, ljutima i tužnima. Roditelji osjećaju da ne mogu otvoreno razgovarati o svojoj tuzi i osjećajima vezanim za događaj i gledanje okoline na događaj jer je njihovo dijete umrlo. Roditelji, članovi obitelji i pružatelji usluga su svi potvrdili jedinstven osjećaj tugovanja koji je uslijedio nakon samoubojstva djeteta. Izvještavaju o velikom zidu tišine koji se diže između njih i ljudi s kojima komuniciraju. Jedan od najboljih načina tugovanja i kretanja naprijed u ovom tipu gubitka je kako zadržati dijete kao aktivan dio njihova života. U početku to može biti samo privatno, ali kako roditelji odmiču od šutnje mogu prijeći u više aktivan odnos.

### Smrt supružnika
Iako je očekivana promjena, ona je osobito snažan gubitak voljene osobe. Supružnik postaje dio drugog na jedinstven način. Mnogi udovci opisuju to ko da su izgubili pola sebe. Nakon dugog braka u starijim godinama, stariji se mogu suočiti s teškoćama započinjana iznova. U mlađim godinama je također često odnos za preživjelog bio dubok. I konačno treba se uzeti u obzir način na koji je supružnik preminuo. Preživjeli supružnik onoga koji je preminuo od bolesti ima drugačiji osjećaj gubitka od supružnika koji je preminuo iznenada ili u činu nasilja. Tuga u svim dugađajima može biti jednako duboka za sve slučajeve. Nadalje većina parova ima podijelu zadataka ili rada npr. muž kosi dvorište, žena plaća račune, što zajedno s velikom tugom i promjenom za ožalošćenog znači i dodatno opterećenje. Društvena izolacija može postati značajna jer mnoge grupe sastavljene od parova smatraju teškim prilagoditi se novom identitetu ožalošćenog te oni sami između sebe smatraju izazovom povezati se. Udovice u mnogim kulturama, npr. nose crno ostatak svog života da bi naznačile gubitak svog supružnika. Tek u zadnjim desetljećima se ta tradicija smanjila na period od dvije godine, dok neke religije kao ortodoksni kršćani nalažu udovicama da nose crno cijeli život kao podsjetnik na gubitak.

### Smrt roditelja
Za dijete smrt roditelja bez potpore da se suoči s tugom može rezultirati s dugoročnim psihičkim posljedicama. Ovo je vjerojatnije kod odrasli koji se sami bore sa svojom tugom,te su psihološki nedostupni djetetu. Postoji rizična uloga preživjelog roditelja ili skrbnika koji treba pružiti pomoć djetetu u prihvaćanju roditeljeve smrti. Istraživanja su pokazala da gubitak roditelja nije vodio samo ka negativnim učincima; postoje i neki pozitivni učinci. Neka djeca su ranije sazrela, imaju bolju sposobnost snalaženja u situacijama i poboljšanu komunikaciju. Adolescenti su cijenili više druge ljude od onih koji nisu iskusili gubitak bližnjeg. (31) Kada odraslo dijete izgubi roditelja u kasnijem periodu to se smatra normlnim tijekom života. To dopušta odrasloj djeci da osjećaju dozvoljenu dozu tuge. Istraživanja pokazuju da smrt roditelja u sredini života nije normalan događaj u nikakvom slučaju već velika promijena. U ovisnosti o individui ta promjena može utjecati na život djeteta na puno načina. Jedno dijete može ocijeniti svoj vlastiti život pobliže. Druga djeca se mogu zatvoriti i isključiti prijatelje i obitelj dok se pokušaju nositi s gubitkom osobe s kojom su imali blizak odnos. Od odraslih se očekuje da se nose sa smrću roditelja na manje emotivan način; međutim gubitak i dalje može izazvati ekstremno snažne emocije što je posebno istinito ako smrt nastupi za vrijeme važnog ili teškog perioda života kao što je roditeljstvo, diplomiranje ili drugi periodi emocionalnog stresa. Važno je prepoznati efekte koje gubitak roditelja može uzrokovati te im se posvetiti. Kod odraslog želja i volja da se bude otvoren tugovanju se često umanjuje. Gubitak prihvaćanja i suočavanja s gubitkom će samo rezultirati daljnjom patnjom.

### Smrt bližnjeg
Smrt bliske osobe je razarajući događaj u životu. Unatoč tome smrt bližnjega se često preskače osobito u pitanju kada je odrastao čovjek. Međutim odnos bližnjih je najznačajniji dugotrajni odnos u životu te ako su zajedno proveli znatan dio života npr. blizanci koji su značili jedan rugom potporu. Smrću jednog drugi gubi dio svog identiteta.Odnos braće i sestara je jedinstven jer dijele posebnu vezu i zajedničku povijest od rođenja, imaju određenu ulogu i mjesto u obitelji, često dopunjuju jedan drugoga te dijele zajedničke genetske korijene. Oni koji uživaju blisku vezu sudjeluj u međusobnim dnevnim životima,posebnim događajima, povijeravaju se jedan drugome,dijele radost, dijele slobodno vrijeme (bilo da su djeca ili odrasli) i imaju vezu koja postoji samo u budućnosti, ali se često raduju budućem druženju (pa makar i u mirovini). Krvni srodnici koji igraju veliku ulogu u međusobnim životima su jedan drugom prijeko potrebni. Odrasli s vremenom očekuju gubiak roditelja koji su još jedini dio njihova života od rođenje, ali ne očekuju da izgube svog brata ili sestru rano; kao rezultat toga, kada jedan od njih umre, preživjeli može pretrpiti dugotrajni šok i nevjericu. Općenito gubitkom srodnika preživjeli gubi dio sadašnjosti, budućnosti i prošlosti. Ako srodnici nisu bili u dobrim odnosima ili bliski jedan s drugim tada se mogu javiti intenzvni osjćaji krivnje (često zbog toga što nisu spriječili smrt ili su se svađali). (33)

### Gubitak za vrijeme djetinjstva
Kada roditelj ili skrbnik umre ili ode djeca mogu imati psihopatološke simptome, ali su oni manje ozbiljno od onih u djece s jakom depresijom. (34)Gubitak roditelja, djeda i bake ili brata ili sestre može biti izrazito prblematičan u djetinjstvu, ali čak i u djetinjstvu postoji razlika s obzirom na dob. Vrlo malo dijete ispod jedne ili dvije godine neće možda uopće reagirati na smrt, ali ostala djeca mogu biti pogođena gubitkom. U vrijeme kada su povjerenje i ovisnost formirani, čak prekid i sama rastava mogu prouzročiti probleme u općem stanju, to je osobito slučaj ako se gubitak dogodi u kritičnom periodu kao što je dob od osmog do dvanaestog mjeseca, kada su privrženost i neodvajanje na svom vrhuncu, pa čak i kratko odvajanje od roditelja ili skrbnika može uzrokvati distres. (35) Čak kada dijete i naraste sa smrću se teško suoči,a to utječe na djetetovu reakciju, npr. mlađa djeca vide smrt kao odvajanje te mogu vjerovati da je smrt izlječiva ili privremena : u jednom slučaju dijete je vjerovalo da se mrtva majka može vratitti sa zavojima. Reakcija se može manifestirati i u glumi ponašanja: vraćanje na ranije ponašanje kao sisanje prsta, privrženost igrački ili ljutito ponašanje, iako nemaju zrelost da tuguju kao odrasli osiećaju jednako. Kako dijete ulazi u pubertet i adolescenciju dolazi i do zrelijeg razmišljanja. Adolescenti mogu reagirati delikvencijom ili suprotno tome, stremiti postizanju veliki uspjeha. Ponavljanje aktivnosti nije neuobičajno kao što je pranje auta, šivanje, i granje kompjuterski igrica... Riječ je o trudu da se ostane iznad tuge. Gubitak u djetinjstvu može značiti predispoziciju fizičkim bolestima, emocioalnim problemima i povećanom riziku suicida, osobito u adolescenciji. Djeca mogu iskusiti tugu kao rezultat gubitka koji ne mora biti smrt. Na primjer djeca koja su psihički, fizički ili seksualno zlostavljana često tuguju nad štetom, gubitkom ili nemogućnošću povjerenja. Budući da takva djeca obično nemaju podršku ili potporu iz nijednog izvora van obitelji to će se često obilježiti kao neprihvatljiva tuga. Preseljenja mogu uzrokovati snažnu tugu kod djece osobito ako su kombinirana s ostalim teškim okolnostima kao što su zanemarivanja ili zlostavljanja od strane roditelja ili neki drugi značajni gubitak. 

### Gubitak prijatelja ili kolege
Djeca mogu doživjeti gubitak za vrijeme svog djetinjstva kroz smrt prijatelja ili kolege. Ovo može biti osobito dramatično ako kolega umre tokom školovanja što se može dogoditi zbog bolesti, u športu, zbog nasilja ili čak pucanja. Naravno, kolega može umrijeti i van posjeda škole te je u tome slučaju osobito važno pomoći učenicima da se nose sa svojim intenzivnim emocijama i uvjeriti ih da nisu sami. U školi se treba organizirati potpora. Ovaj tip usluge je pozitivno utjecao na učenike i smanjio incidenciju posttraumatskog stresa te tjeskobe. Brižni učitelji i profesionalci mogu ohrabiti dijete da izrazi svoje osjećaje kroz glazbu, umjetnost i pisanje kako bi umanjili traumu i njene efekte pri ponovnom spominjanju događaja. 

### Ostali gubitci
Roditelji mogu tugovati zbog gubitka djeteta koj nije uzrokovano smrću, npr. gubitak skrbništva u procesu razvoda, službenog prestanka roditeljskih prava od starne vlasti, kao što je slučaj zlostavljane djece, u slučaju otmice ili jer je dijete dobrovoljno naspustilo dom (bilo kao biegunac ako je mlađe od osamnaest godina ili dobrovoljno ako je starije) (8) ili ako odrasli odbijaju ili nisu u mogućnosti kontaktirati roditelje. Ovaj se gubitak razlikuje od gubitka smrću jer je proces tugovanja produžen ili se poriče zbog nade da će se veza jednom ostvariti.

## Profesionalna potpora
Za mnoge ljude nije potrebna profesionalna potpora, no neki se odluče za profesionalnu psihološku ili psihijatrijsku pomoć. Savjetovanje, grupne terapije, edukacijski sati ili potpora kolega su izvori potpore za ožalošćenog. U SAD-u lokalne agencije za ospicije mogu imati prvi kontakt s onima koji tržae potporu. Važno je prepoznati kada se tuga prevorila u nešto ozbiljnije tako da se na vrijeme kontaktira stručna osoba.  Prema MedlinePlusu tuga može rezultirati depresijom, alkoholizmom ili zlouporabom droge ako se ne liječi. Tuga može biti ozbiljna i utjecati na dnevni život. (39) Stručnjak treba biti kontaktiran ako se osoba ne može sama izboriti s tugom te upotrebljava obilne količine alkohola ili ako postane depresivan ili ako ima produženu depresiju koja ometa dnevni život.  (39) Ostali razlozi za potražiti profecionalnu pomoć su ako se ne može fokusirati na druge stvari osim na smrt bližnjeg,  postojanje osjećaja krivnje i samokrivnje, vjerovanje da se učinilo nešto pogrešno,  osjećaj da ne vrijedi živjeti ili žaljenje što se nije umrlo s voljenom osobom.  (26)  Profesionalci mogu koristiti mnoge načine da bi pogli nekome da se nosi s tugom. Litchtentahl i Cruess su napravili studiju u kojoj su razmatrali kako se specifični poremećaj tugovanja odražava na prilagodbu nakon gubitka te pomaže prilagodbu nakon gubitka te pomaže da se povećju efekti posttrumatskog distresa, kod poremećaja produženog tugovanja i depresije.  Ismijereno pisanje je mnogim osobama bilo od pomoći koje su iskusile gubitak važne veze. Usmjerili su osobu da iz gubitka izvuče značenje (najprije da osvijeste što se zapravo dogodilo i stvarne uzroke smrti), a zatim kroz prdnosti razmatranje općeg učinka gibitka nečijih ciljeva te pomaganje obitelji da razvije veću vrijednost života. Ovako vođenje nekima dolazi samo po sebi ali mnogi trebaju intervenciju kako bi krenuli dalje. (40)

## Kulturološke razlike u tugovanju
Svako društvo specificira načine, kao što su rituali, stilovi odijevanja kao i ostale navike i stilove za koje su ožalošćeni poticani. Analiza nezapadnih kultura ukazuje da su vjerovanja o daljnim vezama s preminulima različita. U Japanu je održavanje veze s pokojnima prihvaćeno i vrši se kroz religiozne rituale. U Hopi, Arizona preminule brzo zaboravljaju i život se nastavlja.
Različite kulture tuguju na različite načine, ali sve govore o utjecaju na zdravlje onoga koji tuguje. Pristup američke obitelji tugovanju je oslikan u The Grief Committee, T. Glen Coughlina.

## Tugovanje kod životinja
Prije se vjerovalo da je tuga samo ljudska emocija, ali studije su pokazale da životinje pokazuju stanja slična tuzi za vrijeme smrti druge životinje. To se obično pojavljuje kod sisavaca, tipično kod majke u slučaju smrti mladunčeta. Ona će često ostati pored mrtvog mladunčeta određeno vrijeme i može istraživati razloge smrti. Npr. neki jeleni će često njušiti, gledati i dirati beživotno tijelo prije nego što shvate da je mrtvo i pridruže se krdu. Druge životinje kao što je lavica će uzeti u usta mladunče i smjestiti ga na neko drugo mjesto prije nego što ga napusti. No, kada beba čimpanza ili gorila umre majka će nositi tijelo nekoliko dana prije nego što krene dalje bez njega. To ponašanje je uočeno i kod drugi primata. Jane Goodall je opisala čimpanze kako imaju tugujuće ponašanje nakon gubitka jednog od člana grupe na način da u tišini ne obraćaju veću pažnju na žrtvu. One će često milovati ili ostati uz strvinu dok grupa ne bude morala nastaviti bez njega. Još jedan upečatljiv primjer je Koko, gorila koja se koristi znakovnim jezikom koja je izrazila tugu i čak je opisala zbog smrti svog ljubimca mačke, Allballa. Ostale životinje kao što su slonovi su pokazali neuobičajno ponašanje nakon otkrića ostataka drugog preminulog slona. Oni će često istraživati dirajući ih sa surlama te će cijelo krdo stajati oko strvine neko vrijeme dok ne budu morali otići. Nije poznato dali tuguju nad njima te pokazuju simpatiju ili su samo znatiželjni i istražuju mrtvo tijelo. Druga forma tugovanja kod životinja je kada individua izgubi svoga partnera to može biti posebno brutalno kada su vrste monogame. Tako kada se par poveže, kao što je kojot, i nakon toga izgubi partnera može mu biti vrlo teško odvojiti se od svog mrtvog partnera.

## Vanjske poveznice
|  | Zajednički poslužitelj ima još gradiva o temi Žalost |
|  | Wječnik ima rječničku natuknicu žalost               |